# UC Berkeley School of Law
Die UC Berkeley School of Law, früher offiziell als Boalt Hall bekannt, ist eine der 14 Fakultäten der University of California, Berkeley. Sie gehört zu den renommiertesten juristischen Fakultäten der Welt und gilt, wie die University of California, Berkeley selbst, als politisch und wissenschaftlich besonders progressiv. Sie gilt zudem als eine der weltweit besten juristischen Fakultäten in den Bereichen Environmental Law und Business/Corporate Law sowie als beste Intellectual Property Law School der Welt.

## Forschungszentren der Law School
- Berkeley Center for Criminal Justice (seit 2006)
- Berkeley Center for Law & Technology (seit 1996)
- Berkeley Center for Law, Business, and the Economy (seit 2004)
- Center for Law, Energy & the Environment
- Center for Clinical Education (seit 1998)
- Center for the Study of Law and Society (seit 1961)
- Chief Justice Earl Warren Institute on Race, Ethnicity and Diversity
- Death Penalty Clinic (seit 2001)
- The Miller Institute for Global Challenges and the Law
- Institute for Legal Research (formerly the Earl Warren Legal Institute) (seit 1963)
- International Human Rights Law Clinic (seit 1998)
- Kadish Center for Morality, Law and Public Affairs (seit 2000)
- Robert D. Burch Center for Tax Policy and Public Finance (seit 1994)
- Samuelson Law, Technology and Public Policy Clinic (seit 2000)
- Thelton E. Henderson Center for Social Justice (seit 1999)
- California Constitution Center (seit 2012)